# Anti-Venom (simbionte)
El simbionte Anti-Venom es un antihéroe ficticio que aparece en los cómics estadounidenses publicados por Marvel Comics. Creado por Dan Slott y John Romita Jr. hizo su debut en The Amazing Spider-Man # 569. La criatura pertenece a una raza de parásitos extraterrestres amorfos conocidos como Simbiontes y es una de las crías simbióticas de Venom.

## Biografía del personaje ficticio

### Eddie Brock
La historia de 2008 "Nuevas formas de morir" presenta la primera aparición de Anti-Venom. Eddie Brock consigue un trabajo en un comedor de beneficencia bajo Martin Li. Brock se curó sin saber de su cáncer por Li, que posee habilidades especiales, y Brock cree que es un milagro. Después de que Brock es atacado por Mac Gargan, que es el actual Venom, el simbionte intenta reunirse con Brock. La piel de Brock se vuelve cáustica para el simbionte y está envuelto en un nuevo simbionte blanco forjado a partir de los restos del simbionte Venom en su cuerpo que se une con sus glóbulos blancos cargados con la energía curativa de Li, convirtiéndose en Anti-Venom.

### Segundo Huésped
Durante la historia de "AXIS", se ve un nuevo Anti-Venom en la multitud de nuevos héroes que asistieron a un seminario de estilo de "auto-ayuda" organizado por Roderick Kingsley (el primer Hobgoblin). Todos los nuevos héroes han recibido personajes heroicos de Kingsley que ya existen, pero ya no se usan. No se muestra si el nuevo Anti-Venom es realmente un simbionte o simplemente un hombre en un traje diseñado para parecerse al simbionte original. Sin embargo, el globo de diálogo utilizado para el personaje está estilizado de una manera que sugiere una distorsión de la voz de los personajes similar a la forma en que hablaba Eddie Brock cuando tenía el simbionte Anti-Venom.

### Flash Thompson
Durante el arco "Venom Inc.", el Dr. Steven utilizó elementos del simbionte Anti-Venom para crear una nueva cura para el síndrome de shock tóxico del simbionte Venom que podría adaptarse junto con él. Cuando se expusieron altas concentraciones de este suero a la biomasa del simbionte Venom unido a Flash Thompson, se recreó el simbionte Anti-Venom.

## Poderes y habilidades
Cualquier persona poseída por el simbionte Anti-Venom posee fuerza sobrehumana, durabilidad y resistencia, un factor de curación acelerado, memoria genética, detección de su descendencia simbionte, habilidad de trepar superficies, generar red, "sentidos de araña" (especie de sexto sentido el cual se activa en situaciones hostiles), inmunidad al sentido arácnido de Spider-Man y camuflaje.
A diferencia de los otros simbiontes, el simbionte Anti-Venom es inmune al fuego, al calor y a los ataques basados en el sonido. Además, el simbionte Anti-Venom puede producir anticuerpos que pueden "curar" a una persona afectada por cosas como radiactividad, parásitos, enfermedades y drogas. El nuevo simbionte Anti-Venom utilizado por Flash Thompson también tiene la capacidad de curar lesiones físicas. Debido a su intento fallido de curar a Spider-Man de sus poderes basados en la radiación, Anti-Venom hace que los poderes de Spider-Man se cancelen si se acerca demasiado a Spider-Man a menos que Spider-Man pueda alejarse lo suficiente.
Sin embargo, Anti-Venom posee algunas debilidades propias. Es vulnerable a las altas concentraciones de super-veneno, creado por Norman Osborn usando el ADN de Fenómeno. Además, dado que el toque sanador de Martin Li creó el simbionte Anti-Venom, el toque corruptor del Señor Negativo puede interferir o detener las habilidades de curación de Anti-Venom. También como se vio durante el evento Spider-Island, el uso excesivo de sus poderes de curación puede causar que los poderes de Anti-Venom se debiliten.

## Otras versiones
En What If? Peter Parker se convirtió en Kraven el Cazador, donde Peter mató a Kraven y lo reemplazó como el nuevo cazador, Madame Web contrató a Anti-Venom, Spider-Woman y Venom para detener a Peter, sin embargo, a pesar de tener éxito en herirlo mortalmente, todos fueron derrotados.
Durante los sucesos de la historia principal en el videojuego Marvel’s Spider-man 2, Peter es curado por Mr. Negative (Martin Li) y Miles Morales en medio de una pelea contra un grupo de simbiontes. A partir de este momento, Peter adquiere el traje blanco y las habilidades de Anti-Venom para hacerle frente a Venom (Harry Osborn) en el final del juego.

## En otros medios

### Televisión
- El simbionte Anti-Venom aparece en su episodio homónimo de Ultimate Spider-Man vs. Los 6 Siniestros con la voz de Matt Lanter.[8] Esta versión fue creada por el Doctor Octopus y Michael Morbius a partir de una muestra del simbionte Venom y Harry Osborn es su huésped:
  - En el episodio 8, "El Anti-Venom", este simbionte se crea como candidato para los Seis Siniestros de Doc Ock. Anti-Venom casi mata al Agente Venom solo para ser detenido por un inhibidor de iones utilizado por Spider-Man y Iron Patriot que deja inactivo a Anti-Venom, y su huésped en estado de coma.
  - En el episodio de tres partes de "La Saga Simbionte", durante la infestación del simbionte Carnage de Nueva York, Anti-Venom despierta y neutraliza varios anfitriones de Carnage. El corazón de Carnage casi consume a Anti-Venom hasta que se revela la identidad secreta de Spider-Man para comunicarse con Harry. Anti-Venom se sacrifica para curar la infestación de Nueva York de Carnage. Las habilidades de Anti-Venom se aclimatan más tarde por la Reina Carnage.
- El simbionte Anti-Venom aparece en Spider-Man: Maximum Venom, el episodio "Vengeance of Venom".[9] Esta versión es creado cuando Groot es golpeado con un dispositivo sónico usado por May Parker basado en la sugerencia de Max Modell de acceder a las habilidades de polinización del extraterrestre e hibridarlo con el poder del simbionte para curar a los anfitriones de la fuerza de invasión de Klyntar.

### Videojuegos
- La versión de Eddie Brock de Anti-Venom aparece en Spider-Man: Edge of Time (2011), con la voz de Steven Blum.[10]
- La iteración de Eddie Brock de Anti-Venom aparece como un personaje jugable en Spider-Man Unlimited.
- La iteración de Eddie Brock de Anti-Venom es un personaje jugable en el difunto juego de Facebook Marvel: Avengers Alliance.
- El simbionte Anti-Venom es un uniforme disponible para Venom (Eddie Brock) en Marvel Future Fight.
- Varias variaciones del traje Anti-Venom aparecen en Marvel vs. Capcom: Infinite.
- Anti-Venom es introducido como nuevo personaje en Marvel Strike Force.
- Anti-Venom fue añadido al juego Marvel Contest of Champions como personaje jugable en octubre de 2021.
- El simbionte Anti-Venom aparece como una apariencia alternativa para Hunter y Eddie Brock/Venom en Marvel's Midnight Suns.
- El simbionte Anti-Venom aparece en Marvel's Spider-Man 2. Esta versión fue el resultado de que Miles Morales y Martin Li purificaran pequeñas cantidades del simbionte Venom que habían quedado en el cuerpo de Peter Parker como resultado de su posesión, otorgándole la capacidad de destruir otros simbiontes junto con un poder mejorado sin los efectos secundarios negativos.[11]